# Frățila, Dolj
Frățila este un sat în comuna Bulzești din județul Dolj, Oltenia, România.